# Jindřich I. Anglický
Jindřich I. Anglický zvaný Beauclerc (1068? – 1. prosinec 1135, Saint-Denis-en-Lyons) byl anglický král normanského původu. Jindřich byl čtvrtým synem Viléma I. Dobyvatele, přičemž se jako první z nich narodil na anglické půdě po normanském záboru z roku 1066. Po svém starším bratru Vilémovi II. nastoupil na anglický trůn a v roce 1100 porazil svého nejstaršího bratra Roberta, a stal se tak vévodou z Normandie. Byl nazýván Beauclerc pro svoji vzdělanost, a také Lion of Justice, protože zdokonalil tehdejší legislativní a administrativní systém.
Jindřichova politika je posuzována rozporuplně. Na trůn nastoupil v době, kdy byl jeho bratr Robert na první křížové výpravě. Na počátku vlády jej plně zaměstnávaly boje s Robertem o nadvládu v Anglii a Normandii. Podařilo se mu obě země spojit poprvé od smrti otce v roce 1087. Baronům potvrdil Listinu svobod, která se stala základem pozdější Magny Charty Libertatum.
Zbytek Jindřichovy vlády byl plný justičních a finančních reforem. Snažil se omezit zneužití moci svých úředníků jejich pravidelnými obměnami. Během jeho vlády začaly mizet rozdíly mezi anglosaskou a normanskou populací a Jindřich sám si vzal manželku ze starého královského saského rodu. Usmířil se s církví a vyrovnal staré spory vzniklé během vlády jeho bratra. Nemohl však zajistit hladké nástupnictví své osoby, protože svého syna Viléma ztratil při ztroskotání lodi White Ship. Přál si (a své barony přísahou zavázal k tomu), aby se jeho nástupkyní stala dcera Matylda, avšak místo toho se po jeho smrti rozhořela dlouhá občanská válka.

## Život
Jindřich se narodil mezi květnem 1068 a květnem 1069, pravděpodobně v Selby v Yorkshiru. Jeho matka, Matylda Flanderská, byla potomkem Alfréda Velikého. Královna Matylda pojmenovala svého malého syna po svém strýci, francouzském králi Jindřichovi I. Jelikož byl nejmladším synem rodiny, očekávalo se, že se bude věnovat církevní kariéře, díky čemuž dostal hlubší vzdělání, než bylo v té době obvyklé. Byl prvním normanským králem na anglickém trůnu, který hovořil plynně anglicky.
Vilém před svou smrtí v roce 1087 rozdělil své země mezi zbylé tři syny. Robert pro svou neschopnost a nedobré vztahy s otcem nebyl stanoven následníkem a získal jako odškodnění Normandii, anglická koruna připadla mladšímu bratru Vilému Rufusovi. Nejmladší Jindřich získal finance ve výši 5000 liber stříbra. Jindřich se snažil starší bratry poštvat proti sobě navzájem, avšak neuspěl, podepsali smlouvu, že pokud jeden z nich zemře bez dědice, připadne jeho země druhému.

### Nástup na anglický trůn
2. srpna 1100 byl Vilém II. nešťastnou náhodou zabit šípem při lovu v Novém lese. Vévoda Robert, který měl podle dohody na uprázdněný trůn nastoupit, se ještě nevrátil ze Svaté země. Jelikož nebyl přítomen a měl mezi anglickými šlechtici špatnou pověst, podařilo se Jindřichovi obsadit královskou pokladnici ve Winchesteru a již 5. srpna se nechat korunovat. Svoji pozici upevnil vydáním Listiny svobod, která šlechticům přiznala více práv na úkor krále a je považována za předchůdkyni Magny Charty.
Jindřich se oženil 11. listopadu 1100 s Edith, dcerou skotského krále Malcolma III. Edith byla také vnučkou Eduarda Vyznavače, a tak tímto sňatkem byla spojena normanská linie se starým anglosaským královským rodem. Sňatek však notně rozladil normanské barony, jako gesto dobré vůle si tedy Edith alespoň změnila jméno na Matylda, které bylo pro Normany obvyklejší. Na druhou stranu se Jindřich tímto sňatkem stal mnohem přijatelnějším panovníkem pro anglosaskou populaci. Anglický dvůr se během vlády Jindřicha a Matyldy stal centrem literárních a hudebních aktivit, mnohá z děl básníků té doby byla věnována královně Matyldě. Jindřich svou ženu v jejích zálibách podporoval.

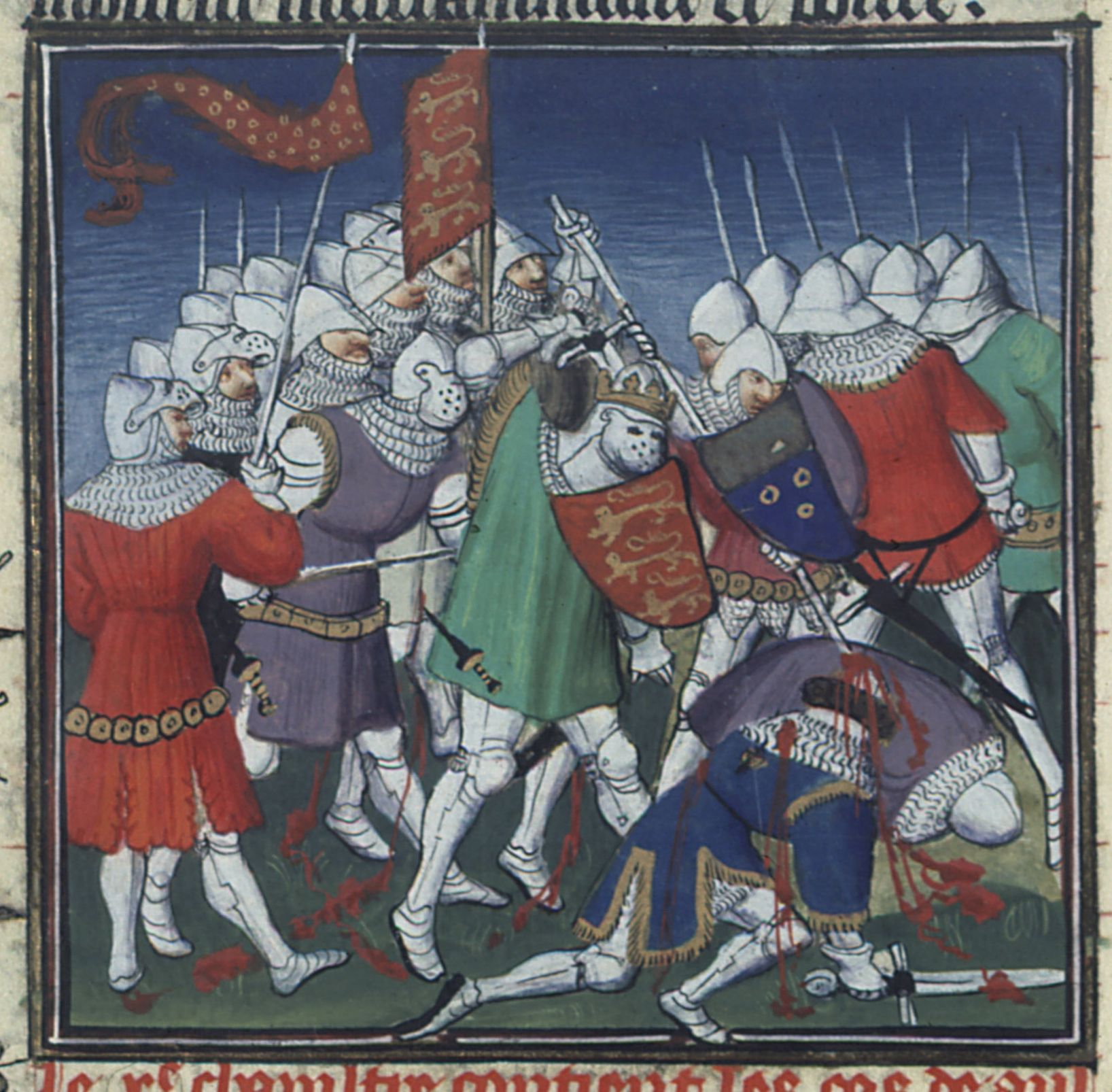
Bitva u Tinchebray (středověká iluminace)

Robert se vrátil z kruciáty o několik týdnů později doprovázen movitou italskou manželkou a věhlasem bojovníka s nevěřícími a v červenci 1101 se vylodil v Portsmouthu v pokusu o uchvácení anglické koruny. Začalo vyjednávání. Bratři se posléze v Altonu dohodli, že si Jindřich nechá Anglii a vyplatí Robertovi každoroční důchod dvou tisíc liber. Jindřich poté pronásledoval bratrovy straníky a vykázal je do exilu. Roku 1105 se Jindřich rozhodl Roberta jako hrozbu svému postavení trvale eliminovat a vypravil se s armádou přes kanál La Manche do Normandie. Ráno 28. září 1106, přesně 40 let po vylodění Viléma Dobyvatele v Anglii, začala rozhodující bitva jeho dvou synů, Roberta a Jindřicha.
| „                | Oba bratři bojovali jedinkrát proti sobě, aby ustaly spory, které každý den krví sytily půdu. Spravedlivým Božím soudem bylo vítězství přiznáno příteli míru a spravedlnosti a jeho nepřátele byli rozprášeni... | “ |
| — dobová kronika | |   |

Bitva u Tinchebray se odehrála u malé vesničky, dnes Tinchebray-Bocage. Střet byl naprosto neočekávaný a nepřipravený. Jindřich se svou armádou pochodoval na jih od Barfleur směrem k Domfrontu a Robert vedl své vojsko z Falaise do Mortain. Setkali se na křižovatce v Tinchebray a boj probíhal na linii asi 7 kilometrů dlouhé. K večeru se Robert pokusil o ústup, ale byl zajat Jindřichovými muži.
Poté, co Jindřich porazil armádu svého bratra, Roberta uvěznil.
| „                                            | Nedržel jsem jej v železech jako zajatého nepřítele, nýbrž ubytoval jsem jej jako urozeného poutníka v královském paláci... | “ |
| — Jindřich I. papeži Kalixtovi II. roku 1119 | |   |

Nejdříve byl cenný zajatec umístěn v londýnském Toweru, později na hradu v Devizes a nakonec v Cardiffu. Robertovi se z Cardiffu podařilo uprchnout, ale jeho kůň uvázl v bažině a Robert byl znovu chycen. Aby Jindřich zamezil dalším útěkům, dal Robertovi vypálit oči. Robert strávil v bratrově vězení celých dvacet osm let, zdá se, že zemřel jako osmdesátiletý stařec a byl pohřben v kostele sv. Petra v Gloucesteru.
Jindřich podřídil normandské vévodství anglické koruně a sjednotil tak země svého otce. Roku 1113 se pokusil zmenšit chronické potíže v Normandii zasnoubením svého nejstaršího syna Viléma Aethelinga Matyldě, dceři Fulka V., hraběte z Anjou, který byl vážným nepřítelem.
| „                    | Král Jindřich pobýval po celý rok v Normandii kvůli válce s francouzským králem, hrabětem z Anjou a hrabětem flanderským... Anglie za to draze platila četnými daněmi, od nichž nebylo úlevy po celý rok. | “ |
| — Anglosaská kronika | |   |

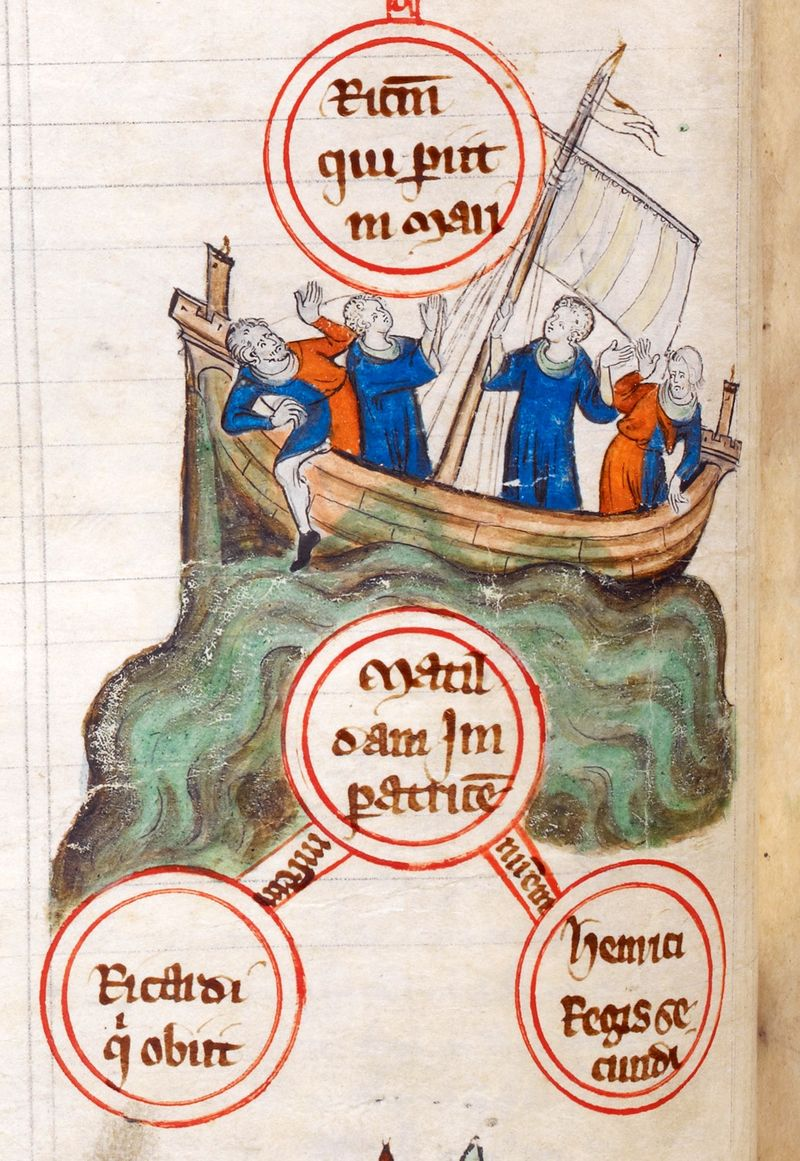
Potopení Bílé lodi (dobová iluminace)

Fulko z Anjou na stranu Jindřicha I. přešel teprve po svatbě Matyldy a Viléma v červnu 1119. Manželství nemělo dlouhého trvání, Vilém se v zimě roku 1120 utopil a Matylda se odebrala za zdi kláštera.
| „ | Rytíři utonuli, utonul dědic trůnu. Anglie pláče, zemřela šlechta její... | “ |

Král Jindřich zadržel Matyldin vdovský podíl a tím opět vzplanuly spory s Fulkem z Anjou.
Roku 1127 byl Jindřichův synovec Vilém Clito, Robertův syn, uznán flanderským hrabětem a král Jindřich v obavě před uplatněním Vilémova nároku na Normandii navrhl Fulkovi manželské spojení své dědičky Matyldy a Fulkova syna Geoffreye. Dynastická svatba se konala v červnu 1128.

### Vláda

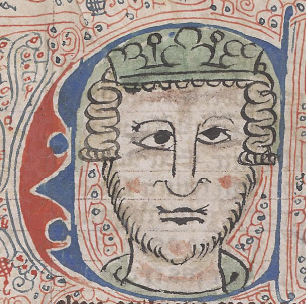
Král Jindřich (středověká iluminace)

Jindřich po nenadálé Vilémově smrti převzal celý bratrův dvůr i státní správu. Po korunovaci vydal listinu svobod, v níž napadal politiku svého bratra a slíbil zemi dobrou vládu. Straníky hodlal získat udělováním výsad a dalekosáhlých úlev, což se mu vyplatilo v okamžiku Robertova vylodění roku 1101, když na jeho straně zůstala anglická církev i bývalí přívrženci Viléma Rufuse v čele s Robertem z Bellême a jeho bratry. O rok později král začal konfiskovat majetky hrabat z Montgomery, k nímž patřil právě Robert, a půdu hraběte Viléma z Mortain. Roberta vyhnal do exilu v Normandii, kde měl své další majetky a měl tak podklad k snažení o znovuzískání svých ostrovních statků.
Vláda byla v prvních letech ovlivněna děním v Normandii a také myšlenkami nového gregoriánského reformního hnutí, které ohrožovalo tradiční královskou moc nad církví. Stoupenci reformy tvrdili, že král je jako laik podřízen všem kněžím, protože nakládá pouze s těly, kdežto kněží s dušemi. Neuznávali dosud uplatňovanou představu, že pomazaný král je posvěceným zástupcem Boha. V letech 1103 až 1107 byl Jindřich ve sporu o investituru s Anselmem, arcibiskupem canterburským, který odmítal složit mu přísahu věrnosti a vysvětit králem dosazené preláty. Kompromis byl uzavřen po králově strategickém vyčkávání roku 1107 v Londýně. Jindřich se vzdal práva jmenovat biskupy a opaty, ale ti mu museli přísahat věrnost, výměnou za poskytnutí opatských či biskupských statků. Po Anselmově smrti roku 1109 nechal jeho stolec celých pět let neobsazený.
Král potřeboval zvýšit příjmy královské pokladny, které plynuly 85 % z celkových doložených důchodů z půdy, lenního panství a jurisdikce, a prováděl centralizaci své vlády. Provedl několik sociálních a justičních reforem, včetně vydání Listiny svobod a obnovení zákonů Eduarda Vyznavače.

### Rodina
Jindřich měl s uměnímilovnou manželkou Matyldou tři děti.
Dcera Eufémie zemřela v mládí, Vilém, jediný Jindřichův legitimní syn, zahynul 25. listopadu 1120 při ztroskotání lodi White Ship u normandského pobřeží; kromě něj byly mezi mrtvými i dvě Jindřichovy nemanželské děti. Ztráta syna znamenala pro Jindřicha i ztrátu jeho jediného nástupce. Z legitimních potomků mu zbyla pouze dcera Matylda, která se po mnoha životních peripetiích stala královnou Anglie.
29. ledna 1121 se Jindřich, těžce zasažený rodinným neštěstím, po domluvě canterburského arcibiskupa Raula znovu oženil. Vyvolenou se stala Adeliza z Lovaně, dle současníků krásná žena s pokojnou povahou, kterou hluboce trápilo, že není schopná dát králi dědice. 

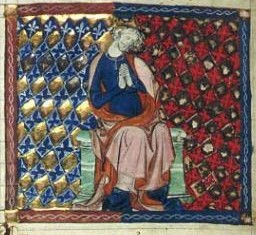
Jindřich oplakávající utopeného syna a dědice (dobová miniatura)

Když tak Jindřich zůstal bez mužského potomka, podnikl bezprecedentní krok a přinutil své barony přísahat věrnost a nástupnická práva své dceři Matyldě. Roku 1135 navštívil Jindřich Normandii, aby viděl své vnuky, děti Matyldy a Geoffreyho z Anjou. Ve vnoučatech nalezl velkou oblibu, ale brzy se začal hádat se svou panovačnou dcerou a zetěm a tyto spory jej zdržely v Normandii déle, než plánoval.

### Závěr života
Jindřich zemřel 1. prosince 1135 na otravu jídlem, přejedl se svými milovanými mihulemi v normandském Saint Denis en Lyons. Vnitřnosti byly pohřbeny v katedrále v Rouenu a tělo bylo převezeno do Anglie a pohřbeno v opatství v Readingu, které ve 14 letech založil.
| „                       | Každé z jeho vítězství v něm jen vzbuzovalo strach, aby o to, čeho dosáhl, nepřišel, a tudíž, ač se zdálo, že je z králů nejšťastnější, byl vlastně nejbědnějším z nich. | “ |
| — Jindřich z Huntigdonu | |   |

Ačkoliv angličtí baroni přísahali podporovat Matyldu jako budoucí královnu, trůn nakonec získal Jindřichův synovec Štěpán z Blois, syn Jindřichovy sestry Adély. Spory mezi Štěpánem a Matyldou vyústily v dlouhou občanskou válku, označovanou jako „Anarchie“. Vleklý, téměř dvacetiletý spor pustošící zemi nakonec po smrti Štěpánova staršího syna Eustacha urovnala dohoda o nástupnictví Matyldina syna, Jindřicha Plantageneta.

## Vývod z předků